# Maybe the next waltz
「Maybe the next waltz」（メイビー・ザ・ネクスト・ワルツ）は、小松未可子の楽曲。小松の9枚目のシングルとして2017年8月9日に発売、8月16日から各配信サイトで配信された。発売元はトイズファクトリー。

## 概要
小松のシングルとしては前作「Imagine day, Imagine life!」から約11ヵ月ぶりのリリースとなる。
表題曲は、テレビアニメ『ボールルームへようこそ』の第1クールエンディングテーマに起用された。アニメ主題歌への起用およびタイアップは「群青サバイバル」以来2作ぶりとなる。
タイアップ元の『ボールルームへようこそ』が社交ダンス（競技ダンス）を題材としていることや、主人公の多々良が初めて覚えたステップがワルツであることから、「エンディングにはぜひワルツを」という監督の要望をQ-MHzが具現化したボーカル入りワルツとなっている。
シングルは初回限定盤（TFCC-89629）と通常盤（TFCC-89630）の2種リリースで、初回限定盤には表題曲のPVを収録したDVDが同梱されている。

## シングル収録内容
| 全作曲: Q-MHz。 |                                                                                   |                   |            |               |      |
| #               | タイトル                                                                          | 作詞              | 作曲・編曲 | 編曲          | 時間 |
| 1.              | 「Maybe the next waltz」(テレビアニメ『ボールルームへようこそ』第1クールEDテーマ) | Q-MHz             | Q-MHz      | Q-MHz、伊藤翼 | 4:30 |
| 2.              | 「Tornado Voice」                                                                 | Q-MHz             | Q-MHz      | Q-MHz         | 3:18 |
| 3.              | 「真夏の夜のパレード」                                                            | 小松未可子、Q-MHz | Q-MHz      | Q-MHz         | 4:35 |
| 4.              | 「Maybe the next waltz」(Instrumental)                                            |                   | Q-MHz      |               | 4:30 |
| 5.              | 「Tornado Voice」(Instrumental)                                                   |                   | Q-MHz      |               | 3:18 |
| 6.              | 「真夏の夜のパレード」(Instrumental)                                              |                   | Q-MHz      |               | 4:34 |
| 合計時間:       | 合計時間:                                                                         | 合計時間:         | 合計時間:  | 24:45         |      |

| #  | タイトル                              | 作詞 | 作曲・編曲 |
| -- | ------------------------------------- | ---- | ---------- |
| 1. | 「Maybe the next waltz」(Music Video) |      |            |
| 2. | 「Maybe the next waltz」(Off Shot)    |      |            |

## 評価
BLOOD STAIN CHILDのギタリスト・RYUはおたぽるに寄せた記事の中で、「Maybe the next waltz」は社交ダンスの華やかさを見事に表現していると評価した。
また、RYUはAパートの歌い方が小松の持ち役である『ガンダムビルドファイターズ』のイオリ・セイを思わせるほどボーイッシュだったとも評価している。